# Клопоух, Яков Борисович
Яков Борисович (Барухович) Клопоух (род. 10 апреля 1946, Казань) — советский хоккеист, вратарь.

## Биография
Отец Барух Менделевич (1914—1986) — слесарь, мать Хана Мееровна (1918—1986) — бухгалтер.
В 11 лет начал заниматься акробатикой, через два года — боксом. Четырёхкратный чемпион Татарской АССР по боксу среди юношей. В 17 лет стал заниматься хоккеем в СК имени Урицкого, первый тренер Анатолий Муравьёв. В сезонах 1965/66 — 1966/67 играл в классе «Б» за СК имени Воровского, затем на два сезона вернулся в СК им. Урицкого. Сезон 1969/70 отыграл в чемпионате СССР в составе московского «Локомотива». Выступал за «Дизелист» Пенза (1970/71), «Ижсталь» Ижевск (1971/72), СК им. Урицкого (1972/73).
Единственный, кто выжил в автомобильной аварии, в которой погиб Евгений Флейшер (1974).
Заочно окончил юридический факультет Казанского государственного университета (1986).
Администратор СК им. Урицкого (1974—1981), ФК «Рубин», Казанской государственной филармонии, заместитель директора филармонии (1981—1988). Директор стадиона «Центральный» (1988—1996). С 2004 года — президент федерации бокса Татарстана.
Жена Валентина Петровна (род. 1950) — домохозяйка, сын Михаил (род. 1977) играл в хоккей, руководитель развлекательного комплекса «Арена».